# Tqvartjeli

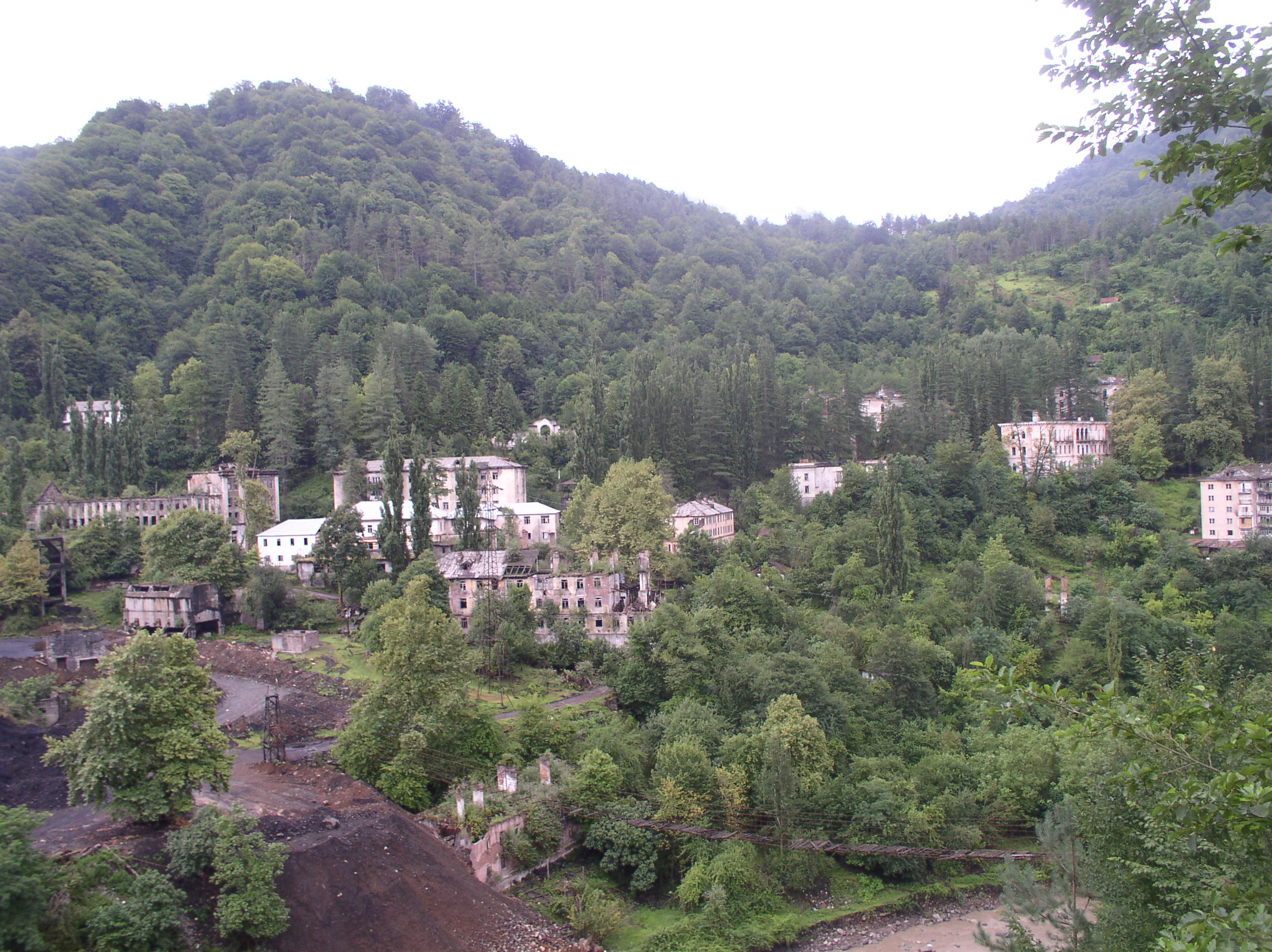
Utsikt över mikrorajonen Akarmara i Tqvartjeli

Tqvartjeli (abchaziska: Тҟəарчал, Tqwartjal; georgiska: ტყვარჩელი; ryska: Ткварчели, Tkvartjeli) är en stad i utbrytarrepubliken Abchazien i nordvästra Georgien. Den är belägen i östra Abchaziens inland, vid floden Ghalidzga (georgiska: ღალიძგა). Staden är förbunden med Otjamtjire vid kusten via landsväg och järnväg. Sedan 1995 är den administrativ huvudort i distriktet Tqvartjeli.
Kolbrytning inleddes i området 1935. Tqvartjeli fick stadsrättigheter 1942 sedan kolindustrin ökat i omsättning under andra världskriget emedan de stora kolgruvorna i Donbass gått förlorade till tyskarna. Under kriget i Abchazien 1992–1993 belägrades staden av georgiska styrkor med svåra förhållanden för befolkningen som följd. Ryska militärhelikoptrar försåg under belägringen staden med livsmedel och läkemedel.
Kolbrytningen är staden främsta näring, även om de sovjetiska gruvorna nu är stängda, och brytning sker enbart av det turkiska företaget Tamsaş i form av dagbrott. Gruvföretaget, vars skattebetalningar utgör 75 procent av distriktets budget, har kritiserats för att eftersätta miljökraven. Uppförandet av en ny cementfabrik planeras; dess produktion kommer att användas för OS-projekt i ryska Sotji.
Stadens befolkning var 21 744 enligt folkräkningen 1989. De tre största etniska grupperna var abchazer (42,3 procent), ryssar (24,5 procent) och georgier (23,4 procent). Till följd av kriget i Abchazien lades stadens industrier ner och befolkningen minskade kraftigt och uppgick till 5 013 personer enligt folkräkningen 2011.